# Ana Rubiolo
Ana Rubiolo (Argentina, 1952) es una psicóloga y militante LGBT y feminista argentina. Fue una de las precursoras del movimiento lésbico en la Argentina, a mediados de la década de 1980. Participó, junto a Ilse Fuskova y Adriana Carrasco de los Cuadernos de Existencia Lesbiana, la primera publicación lésbica periódica en Argentina, cofundó el Movimiento Autogestivo de Lesbianas (GAL),  uno de los primeros grupos lésbicos en Argentina y fue una de las editoras de la publicación Codo a codo. Escribe en diversas publicaciones, desde una mirada feminista y lésbica. Ha sido coautora del libro 2021. Trungkay kuyfike kimün = Conocimientos circulares ancestrales: Nepey Tayiñ Mapuzungun = Despertó nuestro Mapuzungun.

## Biografía
Ana Rubiolo nació en 1952 en San Martín, en una familia en la que su padre era un trabajador ferroviario peronista, que fue secretario del sindicato de la Seccional Colegiales, que se opuso a las dictaduras integrando la resistencia peronista. Realizó sus estudios secundarios en un colegio de monjas donde se recibió de maestra. En la década de 1970 realizó sus estudios universitarios en la Facultad de Filosofía y Letras de la Universidad de Buenos Aires y militó en la Juventud Peronista. Se graduó como licenciada en psicología, adhiriendo al movimiento antipsiquiátrico, principalmente en el Bancadero, creado para atender a los afectados por la guerra de las Malvinas.
En 1985 empezó a frecuentar la asociación feminista Lugar de Mujer, fundada tres años antes. Luego viajó a São Paulo donde convivió en una comunidad feminista y conoció aNéstor Perlongher, precursor del movimiento gay en Argentina a comienzos de la década de 1970. En 1986 (hasta 1989) comenzó a trabajar como psicóloga ad honorem en Lugar de Mujer. En 1988, junto a Adriana Carrasco creó el Grupo Autogestivo de Lesbianas (GAL), en el seno de Lugar de Mujer, y comenzó a publicar notas en Cuadernos de Existencia Lesbiana, la primera publicación lésbica de Argentina, creada el año anterior por Carrasco e Ilse Fuskova.
El 8 de marzo de 1988 integra el grupo de siete mujeres que concurrieron a la Marcha del Día de la Mujer en Plaza de Mayo, con vinchas de color lila que decían «Apasionadamente Lesbiana» para vender ejemplares de los Cuadernos de Existencia Lesbiana, llegando a encabezar la marcha. Fue la primera vez en Argentina que un grupo de lesbianas se presentaban como tales en el espacio público. Las otras seis mujeres fueron Ilse Fuskova, Araceli Bellota, Julián García Acevedo (que en ese momento no había transicionado a varón), Elena Napolitano, Adriana Carrasco y una mujer llamada Graciela.

Para 1986 las lesbianas en Argentina no existíamos. «Lesbiana» era un término clínico que nos etiquetaba como desviadas y un montón de cosas más, con connotaciones negativas. Ni hablar de las terapias psiquiátricas y conductivistas para sacarle el lesbianismo a la paciente. Todas terapias del horror. El caso paradigmático fue el de La Raulito en manos del psiquiatra Marchant. Ninguna quería ser esa lesbiana, ni la tortillera, ni la marimacho, ni la pan con pan, ni la indecible. Nosotras, un grupo pequeño del que formamos parte entre otras con Ilse Fuskova, María García Acevedo, Ana Rubiolo y Araceli Bellotta, nos paramos delante de todes y dijimos: «Existimos, somos apasionadamente lesbianas».
Adriana Carrasco} 

También en 1988 fue cofundadora de la revista lesbofeminista Codo a Codo:

Era nuestra manera de salir a la calle contando lo que sentíamos y lo que pensábamos. No solo queríamos transmitir un mensaje político sino también la alegría de ser libres, dejando atrás la cuestión de tener que escondernos y ocultarnos. La libertad y la potencia que nos daba la visibilidad. Lo más lindo de ese momento fue que juntas teníamos mucha fuerza y cosas para decir y compartir. No éramos solo mujeres homosexuales o bisexuales sino que al definirnos como lesbianas también representábamos un acto político frente a un estado y una cultura patriarcal. Esa capacidad de generar visibilidad lésbica, ese empoderamiento y potencia lésbica, estaba marcado en la revista.
Ana Rubiolo

## Obra
- Ha sido coautora del libro 2021. Trungkay kuyfike kimün = Conocimientos circulares ancestrales: Nepey Tayiñ Mapuzungun = Despertó nuestro Mapuzungun. 2021, Universidad Nacional del Centro de la Provincia de Buenos Aires.